# Nazaré da Mata
Nazaré da Mata là một đô thị thuộc bang Pernambuco, Brasil. Đô thị này có diện tích 141,3 km², dân số năm 2007 là 29256 người, mật độ 207,05 người/km².